# Haloviren
Unter der informellen (nicht-taxonomischen) Bezeichnung Haloviren (englisch haloviruses) werden Viren klassifiziert, die innerhalb von Gebieten mit sehr hohen Salzgehalt (hyperhalin) vorkommende Bakterien, Archaeen oder Eukaryoten befallen.
Ein bedeutendes Merkmal hypersaliner Umgebungen ist die hohe Konzentration an extremophile Viren und virusähnlichen Partikeln (en. viruslike particles, VLPs), die sie beherbergen, wobei die Salzkonzentration dabei bis fast an die Sättigungsgrenze gehen kann.
Solche Solen sind sogar die Wassersysteme mit der höchsten bekannten Konzentration an Viren (bzw. VLPs).
Ein Milliliter (mℓ) Salzwasser kann bis zu 109 Viruspartikel (Virionen) enthalten, die auch in Salzkristallen eingeschlossen sein können, die Konzentration der VLPs (einschließlich der Virusteilchen) kann bis zu 1010 VLPs/mℓ gehen.
Es gibt in diesen Umgebungen nur wenige zelluläre Fressfeinde, so sind die halophilen Mikroorganismen umso mehr Viren ausgesetzt; Viruspartikel können in hypersalinen Habitaten die Zahl der Zellen um das Zehn- bis Hundertfache übertreffen;
wobei schon im normalen Ozeanwasser die Zahl der Viruspartikel zehnmal so hoch sein kann wie die der Mikroben.
Bislang (Stand 2015) sind ca. 100 Haloviren-Isolate bekannt. Die meisten davon (ca. 90) infizieren als Archaeenviren extrem halophile Archaeen (Familie Halobacteriaceae der Euryarchaeota).
Dennoch sind auch einige (ca. 10) bakterielle Haloviren (d. h. Bakterienviren, traditionell auch Bakteriophagen genannt) bekannt.
Ein Beispiel für hypersaline Bakterien (und damit ein potenzieller Wirt bakterieller Haloviren) ist Salinibacter ruber (Bacteroidetes)
Selbst eukaryotische Viren wurden in diesen hypersalinen Umgebungen beschrieben, obwohl nur wenige Protisten (eukaryotische Mikroben) unter diesen extremen Verhältnissen gedeihen können. Beispielsweise sind einige Arten von Dunaliella (Chlorophyceae), die morphologisch Dunaliella salina (syn. Haematococcus salinus) ähneln und ursprünglich alle für diese Art gehalten wurden, dazu kommt Alphamonas edax (Alveolata, früher Colpodella edax oder auch Bodo edax).
Die Isolate der hypersalinen Archaeenviren umfassen einfach ikosaedrische Virionen,
Virionen mit Kopf-Schwanz-Aufbau (Caudoviricetes, mit ikosaedrischem Kopf), pleomorphe (undefiniert vielgestaltige) und zitronenförmige Virionen. Diese lassen sich anhand von Merkmalen wie Wirtsspektrum, Genomtyp und Replikation klassifizieren.
Eine Taxonomie dieser Archaeen-Haloviren kann von konservierten Merkmalen im Aufbau der Virionen und insbesondere von der Faltung des Hauptkapsidproteins abgeleitet werden, wodurch sich Gruppen mit gemeinsamer Abstammung (Kladen) identifizieren lassen.
Wie sich dabei interessanterweise gezeigt hat, können bakterielle, archaeenspezifische und eukaryotische Haloviren ähnliche Hüllproteinfaltungen aufweisen.
Zitronenförmige und pleomorphe-asymmetrische Haloviren sind für Archaeen spezifisch; es gibt unter ihnen keine Verwandten, die Bakterien oder Eukaryoten infizieren. Dies steht im Gegensatz zu den ikosaedrischen Haloviren und den hypersalinen Caudoviren.
Pleomorphe Haloviren ähneln Membranbläschen (Vesikel).

## Haloviren mit Protistenwirten
Nach Boughalmi et al. (2013) sind bekannt:
- Boug1 – Moumouvirus boug1, Gattung Mimivirus (Mimiviridae), Fundort: Hypersaliner Boden nördlich des Chott el Rharsa.[11]
- Seb1eau – unklassifiziert in Marseilleviridae, Fundort: im Salzwasser der Sebkhet el Sijoumi (französisch eau ‚Wasser‘)
- Seb1sol – unklassifiziert in Marseilleviridae, Fundort: am Rand der Sebkhet el Sijoumi (franz. sol ‚Boden‘)
- Seb2sol (alias Seb2) – unklassifiziert in Marseilleviridae, Fundort: ebenda
- Seb6sol (alias Seb6) – unklassifiziert in Marseilleviridae, Fundort: ebenda

Die Kultivierung gelang mit Acanthamoeba polyphaga als Wirt. Es wird angenommen, dass der natürliche Wirt dieser Viren an hypersaline Umgebungen angepasste Vertreter der Gattung Acanthamoeba sind, was auf deren weltweite (ubiquitäre) Verbreitung hinweisen würde.

## Haloviren mit Bakterienwirten
Nach Atanasova et al. (2015) sind folgende bakteriellen Haloviren bekannt:
- CW02 (Caudoviricetes: Zobellviridae: Salinovirus utanense, Podoviren) – Wirt: Salinivibrio sp. SA50 (Vibrionaceae), Fundort: Großer Salzsee, Utah, USA
- F9-11 (Caudoviricetes, Siphoviren) – Wirt: Halomonas halophila syn. Deleya halophila (Halomonadaceae), Fundort: Alicante, Spanien[12][13]
- Ps-G3 (Caudoviricetes, Myoviren) – Wirt: Pseudomonas sp. G3,[14] Fundort: Saline, Kanada
- UTAK (Caudoviricetes, Myoviren) – Wirt: Salinivibrio costicola ssp. B1 (Vibrionaceae),[15] Fundort: Alicante, Spanien
- ΦgspC (Caudoviricetes, Myoviren) – Wirt: Halomonas sp. (Halomonadaceae), Fundort: Great Salt Plains Lake, National Wildlife Refuge, USA
- SCTP-1 (Caudoviricetes: „Salicola-Phage SCTP-2“, Siphoviren) – Wirt: Salicola sp., Fundort: Salzwasser in Trapani, Sizilien
- SCTP-2 (Caudoviricetes, Myoviren) – Wirt: Salicola sp., Fundort: ebenda
- SCTP-3 (Caudoviricetes, Myoviren) – Wirt: Salicola sp. s3-1,[16] Fundort: Salzwasser in Margherita di Savoia, Apulien
- SSIP-1 („Salisaeta icosahedral phage 1“)[17] (ikosaedrisch mit interner Membran, vgl. Halopanivirales[18]) – Wirt: Salisaeta sp. 9-1[19][20][A. 1] (Bacteroidetes), Fundort: Sedom Ponds, Totes Meer (Südbecken)
- vB_HmeY_H4907 (Caudoviricetes: „Suviridae“: „Halomonas-Phage vB_HmeY_H4907“, Siphoviren) – Wirt: Halomonas meridiana, Fundort: Marianengrabens in einer Tiefe von 8.900 Metern[21][22]

## Haloviren mit Archaeenwirten

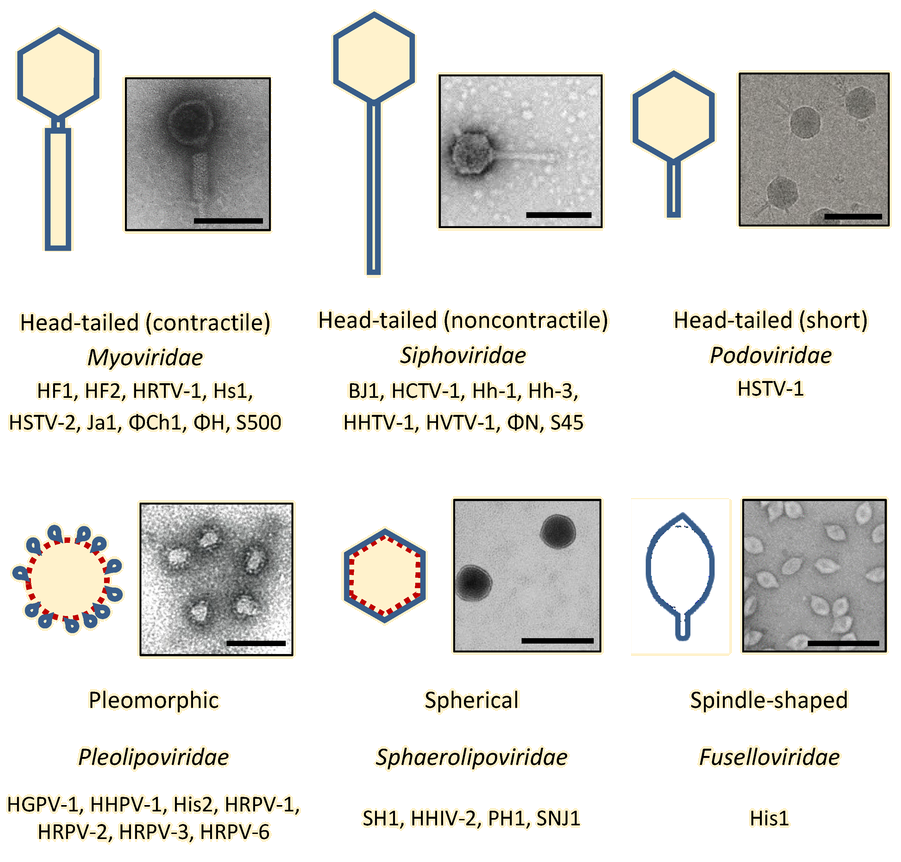
Morphotypen der Haloarchaeenviren

Archaeen-Haloviren unter den Archaeen-infizierenden Caudoviricetes (englisch archaeal tailed viruses, arTVs) nach Liu et al. (2020) (diese enthalten neben Haloviren auch Viren anderer Habitate):
- Realm Duplodnaviria
  - Klasse Caudoviricetes – die Klasse enthält Viren mit Kopf-Schwanz-Aufbau (Myoviren, Siphoviren & Podoviren)
    - Ordnung Thumleimavirales (Haloviren Klade I; Myo- und Siphoviren)[25][23][24]
      - Familie Druskaviridae (früher Queuoviridae, Siphoviren)
      - Familie Hafunaviridae (Myoviren)
      - Familie Halomagnusviridae (Myoviren)
      - Familie Soleiviridae (Myoviren)

    - Ordnung Kirjokansivirales (Haloviren Klade II; Siphoviren)[26][23]
      - Familie Haloferuviridae (Siphoviren)
      - Familie Pyrstoviridae (Siphoviren)
      - Familie Shortaselviridae (Podoviren)

    - ohne Zuweisung einer Ordnung
      - Familie Suolaviridae (Siphoviren)
      - Familie Vertoviridae (Myoviren)
        - Gattung Chaovirus[A. 2]
        - Gattung Myohalovirus[27] (Myoviren)

      - Familie Saparoviridae (Siphoviren)
      - Familie Madisaviridae (Siphoviren)[28]

Archaeen-Haloviren ohne Zuweisung eines Realms, einer Klasse oder Ordnung
- Familie Fuselloviridae (spindelförmige Viren) mit Vorschlag „Halovirus VNH-1“ (Wirt: „Nanohaloarchaea archaeon AB578-D14“)